# گروس ایپنر
گروس ایپنر (به آلمانی: Groß Ippener) یک شهر در آلمان است که در Oldenburg واقع شده‌است. گروس ایپنر ۱٬۱۶۷ نفر جمعیت دارد.